# Động cơ servo

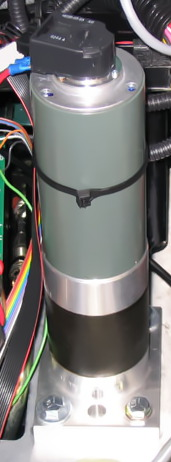
Động cơ servo công nghiệp

Động cơ servo là một loại động cơ có hộp số gắn liền không thể tháo rời, được thiết kế cho những hệ thống hồi tiếp vòng kín. Tín hiệu ra của động cơ được nối với một mạch điều khiển. Khi động cơ quay, vận tốc và vị trí sẽ được hồi tiếp về mạch điều khiển này. Nếu có bất kỳ lý do nào ngăn cản chuyển động quay của  động cơ, cơ cấu hồi tiếp sẽ nhận thấy tín hiệu ra chưa  đạt  được vị trí mong muốn. Mạch điều khiển tiếp tục chỉnh sai lệch cho động cơ đạt được điểm chính xác. Các động cơ servo điều khiển bằng liên lạc vô tuyến được gọi là động cơ servo RC (radio-controlled). Trong thực tế, bản thân động cơ servo không phải được điều khiển bằng vô tuyến, nó chỉ nối với máy thu vô tuyến trên máy bay hay xe hơi. Động cơ servo nhận tín hiệu từ máy thu này.
Động cơ servo là một động cơ cơ vòng kín sử dụng phản hồi vị trí để điều khiển chuyển động và vị trí cuối cùng của nó. Đầu vào cho điều khiển của nó là tín hiệu (tương tự hoặc kỹ thuật số) đại diện cho vị trí được chỉ huy cho trục đầu ra.
Động cơ được kết hợp với một số loại bộ mã hóa vị trí để cung cấp phản hồi vị trí và tốc độ. Trong trường hợp đơn giản nhất, chỉ có vị trí được đo. Vị trí đo của đầu ra được so sánh với vị trí lệnh, đầu vào bên ngoài tới bộ điều khiển. Nếu vị trí đầu ra khác với yêu cầu, tín hiệu lỗi được tạo ra sau đó làm cho động cơ quay theo một trong hai hướng, khi cần thiết để đưa trục đầu ra đến vị trí thích hợp. Khi vị trí tiếp cận, tín hiệu lỗi giảm xuống 0 và động cơ dừng lại.
Các động cơ servo đơn giản nhất sử dụng cảm biến chỉ vị trí thông qua một chiết áp và điều khiển bang-bang của động cơ của họ; động cơ luôn quay ở tốc độ tối đa (hoặc bị dừng). Loại động cơ servo này không được sử dụng rộng rãi trong điều khiển chuyển động công nghiệp, nhưng nó tạo thành cơ sở của các động cơ servo đơn giản và rẻ tiền được sử dụng cho các mô hình điều khiển vô tuyến.
Các động cơ servo tinh vi hơn sử dụng bộ mã hóa quay quang học để đo tốc độ của trục đầu ra và một ổ đĩa tốc độ thay đổi để kiểm soát tốc độ động cơ. Cả hai cải tiến này, thường kết hợp với thuật toán điều khiển PID, cho phép động cơ servo được đưa đến vị trí chỉ huy của nó nhanh hơn và chính xác hơn, ít bị quá mức.